# Schizotetranychus pennamontanus
Schizotetranychus pennamontanus är en spindeldjursart som beskrevs av Meyer 1987. Schizotetranychus pennamontanus ingår i släktet Schizotetranychus och familjen Tetranychidae. Inga underarter finns listade i Catalogue of Life.